# 23735 Cohen
23735 Cohen este un asteroid din centura principală de asteroizi.

## Descriere
23735 Cohen este un asteroid din centura principală de asteroizi. A fost descoperit pe 19 aprilie 1998 la Socorro, New Mexico, în cadrul proiectului LINEAR. Asteroidul prezintă o orbită caracterizată de o semiaxă mare de 2,28 ua, o excentricitate de 0,15 și o înclinație de 6,2° în raport cu ecliptica.